# ジキムの戦い
ジキムの戦い（ジキムのたたかい、ヘブライ語: קרב זיקים, アラビア語: معركة زيكيم）は、2023年パレスチナ・イスラエル戦争の開戦日である2023年10月7日に開始した戦闘である。戦闘は、キブツに加え軍事基地であるバハド4を含むイスラエル領であるジキムをめぐって行われた。

## 最初の攻撃
10月7日午前4時40分（GMT）、ハマースがガザからジキムの海岸に移動するために複数のボートを送った。2隻のゴムボートと他の2隻のボートは、アシュドッド海軍基地の第916哨戒飛行隊によって途中で破壊されたが、残りはジキムのビーチに上陸した。また、バハド4の南方約1.5 kmの地点で、ハマースの兵士が通過したのと同時期に、ガザ防壁に裂け目ができていた。
その後ハマースの兵士が、イスラエル国防軍（IDF）の新兵を訓練する軍事基地であるバハド4を襲撃した。基地にいた兵士の大半は、IDFに入隊してまだ4週間しか経っていなかった。基地のベテランの兵士たちはハマースと戦い、経験の浅い新兵たちは身を隠しながら何時間も激しい戦闘が続いた。午前7時、イスラエル国防軍はバハド4がハマースに侵入され失われたとの声明を発表した。ハマースの兵はそのままキブツに向かって移動したが、武装した民間人（中には非番の公務員もいた）によって撃退された。ジキムキブツ内での衝突は10月7日以降も続いた。
10月7日のジキムのビーチにおける戦闘は、エイタンAFVが初めて戦闘に使用されることとなった。この車両は当初、2024年に運用が開始される予定だった。エイタンを運用するナハール旅団は、ハイウェイ6号線で時速120キロに達し、イスラエル軍部隊の中で最初に戦闘現場に到着し、他の部隊を支援するために前進する前に、ビーチで数人のハマース兵を殺害したとした。ジキムのビーチでの同車両の使用成功を受けて、IDF地上軍司令部のタミール・ヤダイ司令官は、エイタンをガザ地区への侵攻計画に組み込むことを決定した。

## 10月7日以降
10月8日の朝、第916哨戒飛行隊はジキム海岸でハマースの兵5人を殺害した。
10月10日、ハマースが市民に90分の警告を発した後、アシュケロンへのロケット攻撃を開始し、アシュケロン工業団地やトランス＝イスラエル・パイプラインの分岐点付近でイスラエル軍と衝突した。同日、IDFのヘブライ語の公式Xアカウントは、第17大隊の部隊がジキムのビーチでハマースと衝突し、ハマース兵4人が死亡したと主張した。フランス24の調査によると、ビデオはイスラエル兵が降伏しようとしたパレスチナ人男性4人を殺害しているように見えたという（戦争犯罪に値する）。フランス24はまた、画像が不鮮明で、現場に武器があったかどうかを確認することはできないが、最初の遭遇をドローンで撮影したものには、はっきりと見える武器はなかったとしている。Al Jazeera Englishはこの事件をバハド4の南西約1キロの地域で発生したと位置づけた。
10月11日、IDFはジキムで9人のハマースの兵士を殺害したと主張した。
10月13日、治安維持のためと思われる事件が発生し、ジキムの住民は家の中に避難し待機するよう呼びかけられた。Israel National Newsはその後、ハマース兵がIDFによって海岸で殺害されたと報じた。
10月16日、Institute for the Study of Warが引用した報告によると、ガザ地区から2人のハマース戦闘員がジキムの西側の海岸線に潜入し、その後、IDFの軍用ヘリコプターによって殺害されたという。